# Diego Mariño
Diego Mariño Villar (Vigo, 9 de maio de 1990) é um futebolista espanhol que atua como goleiro. Atualmente, defende o Granada.

## Títulos

### Espanha Sub-21
- Europeu sub-21: 2011, 2013

### Espanha Sub-17
- Mundial Sub-17: Vice 2007